# Mijn Vieze, Vette, Vervelende Verloofde
Mijn Vieze Vette Vervelende Verloofde is een scripted realityserie van de Nederlandse zender RTL 5. In 2005/2006 werd het Amerikaanse programma My Big Fat Obnoxious Fiancé uitgezonden bij RTL 5 onder de Nederlandse naam. Hierin moest blondine Randy haar familie overtuigen dat ze zou gaan trouwen met de lompe stevige Steven. In 2012 zond RTL 5 opnieuw een serie uit van dit programma. Ditmaal ging het om een Nederlandse versie van het format, gepresenteerd door Lieke van Lexmond.

## Opzet
Voor de serie wordt een kandidate geselecteerd die het voorkomen van een model heeft. Zij wordt gekoppeld aan een man die in alle opzichten haar tegenpool is. Haar wordt verteld dat ze haar familie ervan moet overtuigen dat ze met deze man verloofd is en dat zij binnen twee weken gaan trouwen. Als haar hele familie erbij is en geen bezwaar maakt tijdens de ceremonie, wint ze 50.000 euro, waarvan de helft voor haar familie. Zij denkt dat haar 'verloofde' dezelfde uitdaging heeft gehad, maar deze zit stiekem in het complot en zal het haar zo moeilijk mogelijk gaan maken, door lomp, labiel en onhandig te spelen. Na elkaar beter te hebben leren kennen, moeten ze hun vrienden en familie overtuigen van het voorgenomen huwelijk. De familie van de verloofde is echter ook nep, want ook zij zijn acteurs.

## De serie
De serie in 2012 bij RTL 5 bestaat uit 8 afleveringen. In de eerste aflevering zien we hoe Laura Ponticorvo, een eerdere deelnemer aan X factor, gekoppeld wordt aan een voor haar vreemde man, die zich voorstelt als Sander Mulder. In die aflevering onthult hij aan de kijkers dat hij eigenlijk acteur Dennis Willekens is. In de laatste aflevering blijkt dat alles een leugen is en moet Laura haar familie de waarheid vertellen en blijkt dat zijzelf in de maling is genomen.

## Acteurs
- Sander Mulder - Dennis Willekens
- Nel Mulder - Neeltje van den Brand
- Harry Mulder - André de Vries
- Anne Mulder - Hannah Bakels
- Jim - Jos Bakker
- Manon - Sara Bergen